# 大岡忠光
大岡 忠光（おおおか ただみつ）は、江戸時代中期の旗本、大名。江戸幕府の御側御用人、若年寄を務め、第9代将軍徳川家重の側近として活躍した。上総勝浦藩主、武蔵岩槻藩初代藩主。

## 生涯
300石の旗本・大岡忠利（助七郎）の長男で、大岡忠房家4代当主。同時代に江戸南町奉行として活躍した大岡忠相（後に三河西大平藩主、いわゆる大岡越前）とは、ともに大岡忠吉の子孫に当たる関係（忠利が忠相のはとこにあたる）であり、個人的にも親交があった。
享保7年（1722年）に第8代将軍徳川吉宗に御目見する。享保9年（1724年）8月に将軍世子（後の第9代将軍）家重の小姓となり、江戸城二の丸へ詰める。翌年には西の丸へ詰め、以後家重に側近として仕える。享保12年（1727年）従五位下出雲守に叙任。享保18年（1733年）、800石の知行取りとなる。
延享2年（1745年）の家重の将軍就任以後、家重の幼い頃から近侍していた忠光は、不明瞭な家重の言葉を唯一理解できたため信頼があつく、その側近として異例の出世を遂げた。宝暦元年（1751年）に上総勝浦藩1万石の大名に取り立てられ、同4年（1754年）に奥兼帯の若年寄に昇進し、5000石を加増された。同6年（1756年）には吉宗時代に廃止されていた側用人に就任して従四位下に昇り、さらに5000石を加増され、合計2万石を得て武蔵岩槻藩主に封じられた。

## 年表
※日付＝旧暦
- 1724年（享保9年）8月26日、徳川家重附き（二丸→西丸）の小姓となる。廩米300俵を賜う。
- 1727年（享保12年）12月18日、従五位下出雲守に叙任。
- 1733年（享保18年）11月、廩米500石。廩米改め800石知行。
- 1739年（元文4年）、御用取次見習。
- 1745年（延享2年）9月1日、小姓頭取より小姓組番頭格式奥勤兼帯御側御用取次見習に異動。
- 1746年（延享3年）10月25日、御側御用取次側衆に異動し、石高1,200石加増。
- 1748年（寛延元年）12月、石高3,000石加増。
- 1751年（宝暦元年）上総国勝浦の領主となり、石高1万石となる。
- 1754年（宝暦4年）3月1日、若年寄に異動し、奥勤を兼帯。石高5,000石加増。
- 1756年（宝暦6年）5月21日、側用人に異動し、石高5,000石加増し、武蔵国岩槻藩主となる。従四位下に昇叙。
- 1760年（宝暦10年）4月26日、卒去。

法名：得祥院殿義山天忠大居士。墓所： 埼玉県さいたま市岩槻区日の出町の龍門寺。

## 人物・逸話
将軍の言葉を意のままに伝えることができたにもかかわらず、決して奢ることや幕政に口を挟むようなこともなかったという。遠縁で同じく旗本から大名へ出世した大岡忠相に身のあり方などを聞いていたという。
当時の忠光を知る逸話として、当時オランダ商館長をしていたイサーク・ティチングが、忠光のことを著書『将軍列伝』の中で次のように書いている。
幕府の要人に対しても忌憚なき庶民の生の声が知ることの出来る川柳では「白河の清きに魚のすみかねて もとの濁りの田沼こひしき」と世間で謳われた松平定信のように幕政などへの批判が少なくないが、この句から忠光が民衆に好意を持たれていたことが非常に良くわかる。また、この句の作者の忠光に対しての尊敬と感謝の思いは読み手にも伝わってくる。
- 家重が春日園へ遊びに行った際、忠光は所用で側にいなかった。このため家臣は家重が何を言っているのか聞き分けることができず、急使を出して忠光に伝えた。人を介してのことにもかかわらず、忠光は家重の言葉を解し、「御上（家重）は寒いから上着が欲しいのだ」と答えた。それを聞いた家臣が忠光の言う通り上着を家重に差し出すと、家重は喜んだという（『続三王外記』）。
- 宝暦6年（1756年）に岩槻藩主となった忠光は、その4年後に死去した。しかしその4年間にオランダから伝わった木綿種を領内で試植したり、砂糖種の蒔付けや栗や梅の植樹を奨励し、産業発展に尽くした。また、家中や領内で70歳以上の老人がいれば、全てに金を与えて人心を収攬した。さらに忠光は家臣の内海平十郎に対して「民を治める道は重要で、精一杯取り計らい、百姓が難儀しないように治めよ」と下命したという（『得祥院様御行状誌』）。

## 系譜
父母
- 大岡忠利（父）
- 天野重忠の養女（母）

正室
- 大井政長の娘

子女
- 大岡忠喜（長男）
- 加納久周（次男）
- 巨勢至方
- 長君 - 牧野忠寛正室、生母は正室
- 横田以松正室

## 関連作品
小説
- 村木嵐『まいまいつぶろ』（2023年、幻冬舎）、『まいまいつぶろ　御庭番耳目抄』（2024年、幻冬舎）

テレビドラマ
- 大奥（1968年 フジテレビ - 演：中村梅之助)
- 天下御免（1971年 NHK 演：中山昭二）
- 大岡越前 第3部（1972年 TBS - 演：倉丘伸太郎)
- 影の軍団II（1981年 関西テレビ 演：成田三樹夫）
- 八代将軍吉宗（1995年 NHK 演：天宮良）
- セガサミーシアター 逃亡者 おりん（2006年 - 2007年 テレビ東京 演：あおい輝彦）
- 大奥（2023年 NHK 演：岡本玲）※男女逆転設定
- 新・暴れん坊将軍（2025年 テレビ朝日 演：木村了）